# Chính Tương Bạch
Chính Tương Bạch (tiếng Trung: 正镶白旗; bính âm: Zhèngxiāngbái Qí) một kỳ của minh Xilin Gol (Tích Lâm Quách Lặc), khu tự trị Nội Mông Cổ, Trung Quốc.

### Trấn
- Min An Đồ (明安图镇)
- Tinh Diệu (星耀镇)

### Tô mộc
- Y Hoà Náo Nhĩ (伊和淖尔苏木)
- Ô Lan Tra Bố (乌兰查布苏木)